# Bluebird K7

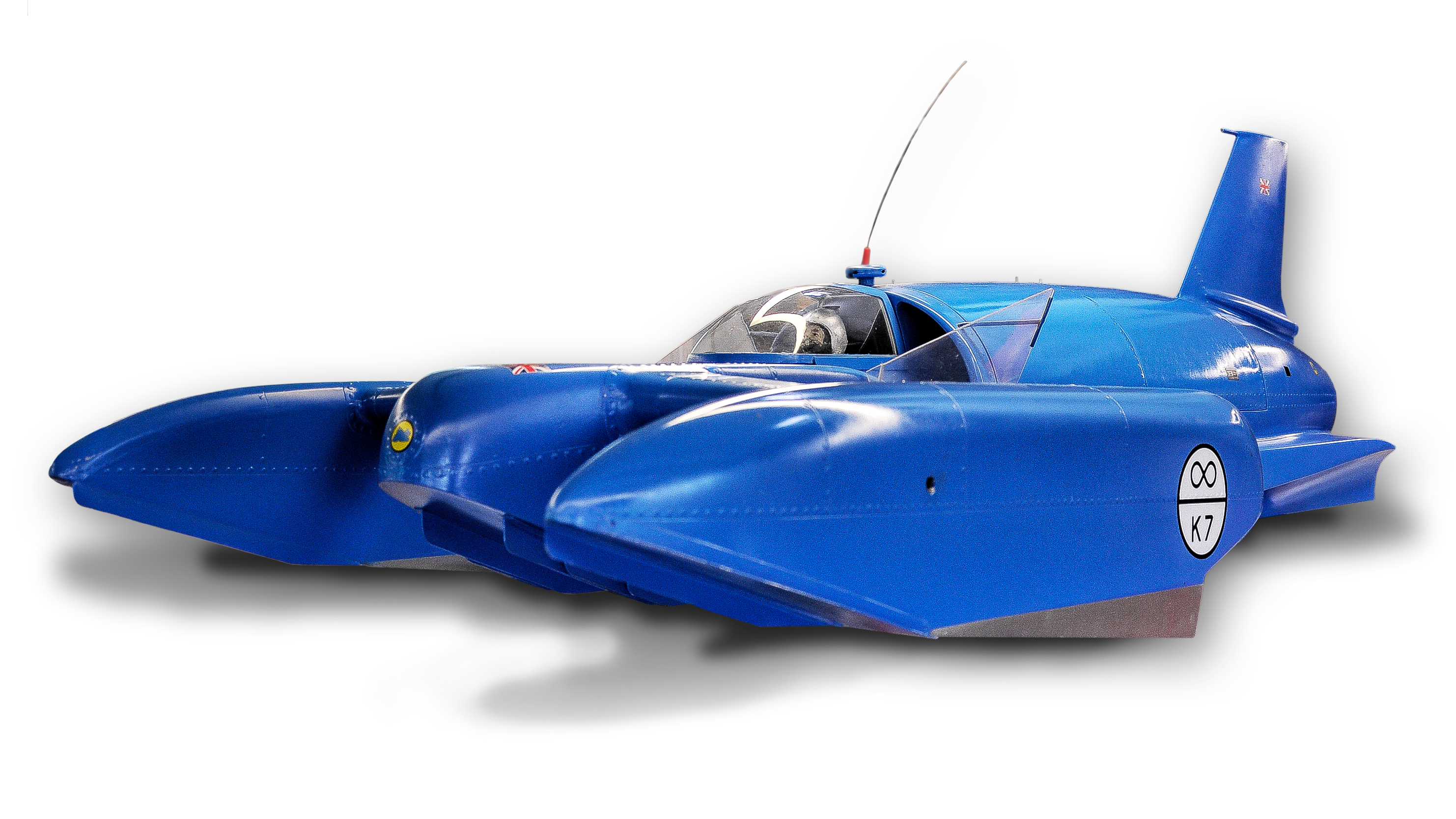
Replika (Nachbau) des am 4. Januar 1967 zerstörten Bluebird K7

Bluebird K7 war ein sogenanntes Hydroplane, ein nach dem Dreipunkter-Prinzip konstruiertes Rennboot mit einem Jet-Triebwerk. Der Brite Donald Campbell stellte damit zwischen 1955 und 1967 sieben absolute Geschwindigkeitsweltrekorde für Wasserfahrzeuge auf.
K7 war das erste erfolgreiche Rekordboot-Projekt mit Jet-Antrieb und galt bei seiner Vorstellung im Januar 1955 als revolutionär. Campbell gelang es mit Bluebird K7, den damals bestehenden Geschwindigkeitsrekord auf dem Wasser (178 mph/286 km/h) um fast 100 Meilen pro Stunde zu verbessern (276 mph/444 km/h).
Die stark modifizierte letzte Version von Bluebird K7 wurde am 4. Januar 1967 bei einem Rekordversuch auf dem Coniston Water zerstört und versank.  Donald Campbell versuchte damals seinen achten Rekord auf dem Wasser aufzustellen und wurde dabei getötet. Das Ziel war, die Marke auf über 300 Meilen pro Stunde (480 km/h) anzuheben. Das Wrack und sein Fahrer wurden nach mehreren Versuchen schließlich im Jahr 2001 geborgen.

## Die Ausgangssituation
Donald Campbell begann seine Rennsportkarriere 1949 nach dem Tod seines Vaters Sir Malcolm Campbell. Anfangs hatte er für seine Rekordversuche noch den 1939 von seinem Vater gebauten Hydroplane „Blue Bird K4“ verwendet, der von einem Rolls-Royce-R-Flugzeugmotor mit Schiffspropeller angetrieben wurde. Mit dieser veralteten Technik hatte er nur wenig Erfolg und erlitt eine Reihe frustrierender Rückschläge. Nach mehreren Versuchen zur Leistungssteigerung wurde K4 bei einem Lauf zerstört, als das Getriebe aus seiner Halterung gerissen wurde und den Bootsrumpf durchschlug.
Nach dem Tod seines Konkurrenten John Cobb, der mit seinem Jetboot Crusader bei einem Rekordversuch im September 1952 bei einer Geschwindigkeit von über 320 km/h verunglückte, begann Campbell mit der Entwicklung von Bluebird K7, um den Rekord zu brechen, der bis dahin von dem amerikanischen Propeller-Hydroplane Slo-Mo-Shun IV gehalten wurde.

## Das Boot

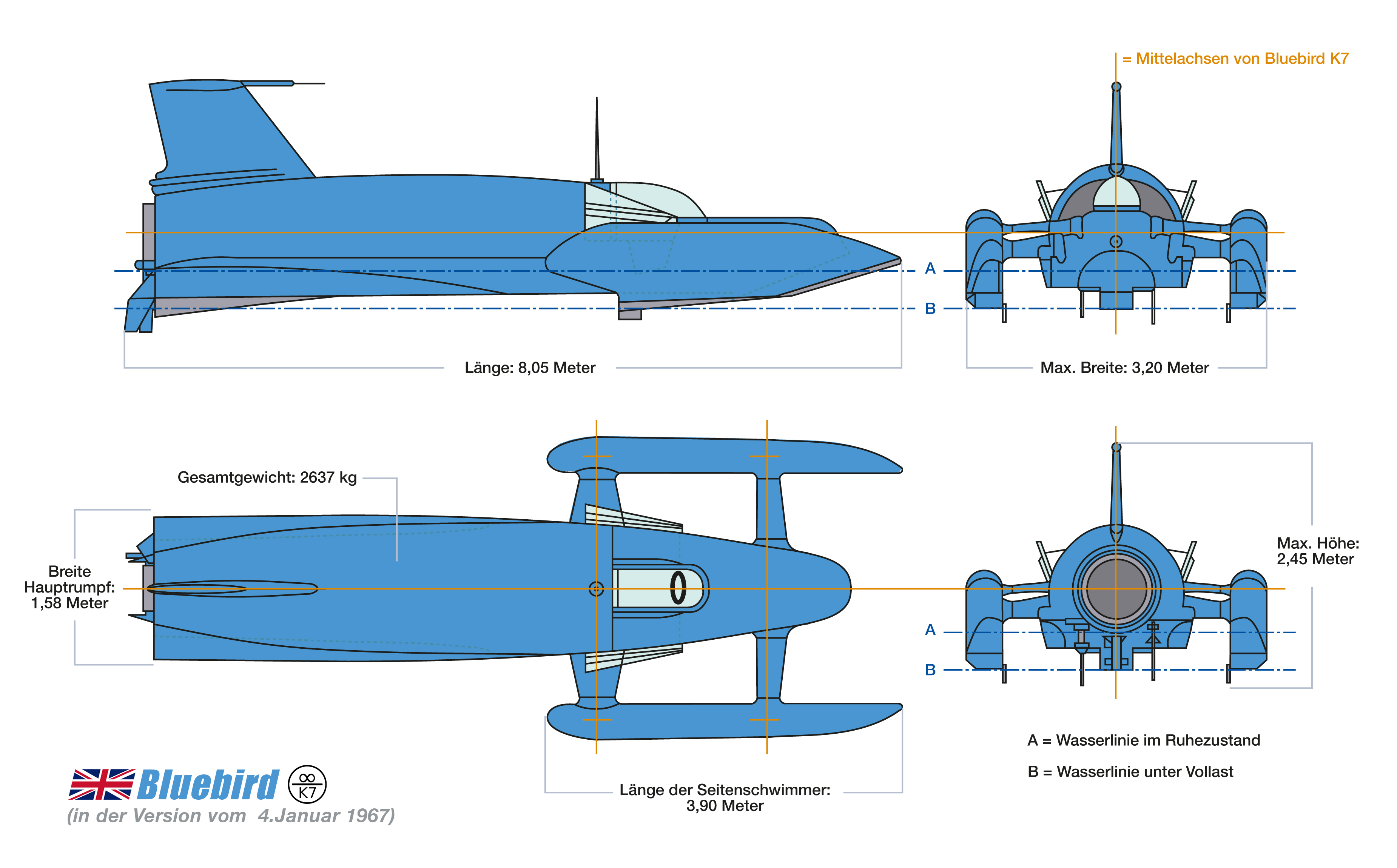
Planskizze (Vierseitenansicht) der letzten Version mit technischen Informationen

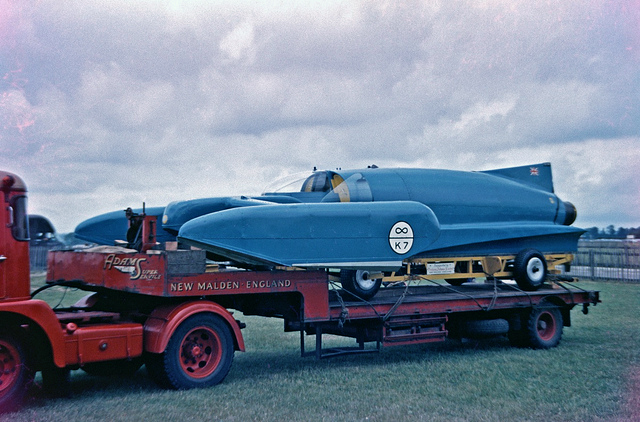
Bluebird K7: Das Originalboot in einer frühen Version (mit niedriger Heckflosse), ausgestellt im Juli 1960 an der Rennstrecke von Goodwood

Campbell begann Ende 1952 mit der Entwicklung von Bluebird K7. Es war ein Hydroplane in Vollmetallbauweise (Stahlrahmen mit Aluminiumbeplankung) mit einer Jet-Turbine als Antrieb. Das Aggregat war ein Metropolitan-Vickers-Beryl-Axialstrom-Turbostrahltriebwerk, das eine Kraft von 3500 Pfund (16 kN Schub) entwickelte. Bluebird K7 wurde von Ken und Lew Norris entworfen und in Samlesbury von Samlesbury Engineering gebaut. Die Gesamtkosten für das Projekt beliefen sich auf 25.000 £, was gegenwärtig (Stand 2020) ungefähr 630.000 £ (fast 700.000 €) entspricht.
K7 hatte ein sehr fortschrittliches Design. Die Konstruktion mit seinem extrem steifen, tragenden Stahlrohrrahmen ermöglichte eine weit vor dem Boot liegende Platzierung der vorderen Auflagepunkte (in den beiden seitlichen Auslegern), die dem Boot auch den Spitznamen „blauer Hummer“ einbrachten. Bluebird K7 war von Anfang an für Geschwindigkeiten um die 400 km/h ausgelegt und blieb bis Ende der 1960er Jahre das einzige erfolgreich eingesetzte Jetboot weltweit.

## Der Name

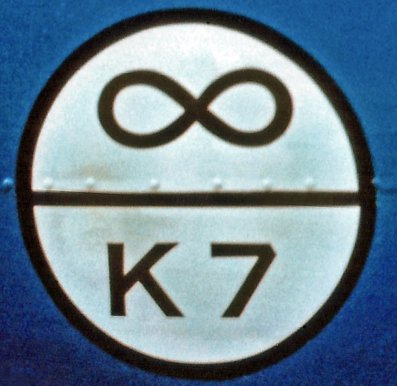
Die Lloyds-Registrierung als Unlimited Hydroplane

Der Name „Bluebird“ geht auf Donalds Vater Malcolm zurück, der bereits in den 1920er Jahren einen seiner Darracq-Rennwagen auf diesen Namen taufte (und azurblau lackierte), nachdem er ein gleichnamiges Theaterstück von Maurice Maeterlinck gesehen hatte. Im Jahr 1925 fuhr er auch einen Itala bei einem Rennen in Brooklands, bei dem der Namen „The Blue Bird“ auf der Motorhaube aufgemalt war.

### „Blue Bird“ oder „Bluebird“
Malcolm Campbell nannte seine Fahrzeuge „Blue Bird“ (getrennt geschrieben), Donald hingegen „Bluebird“. Das Rekordboot K4 begann also als Malcolms „Blue Bird“, aber als Donald 1949 nach dem Tod seines Vaters das Boot weiter benutzte, benannte er es in „Bluebird“ um.

### „K7“
Die Bezeichnung K7 wurde aus der Ratingregistrierung von Lloyd’s abgeleitet. Sie war in einem auffälligen weißen Kreis unter dem Unendlichzeichen auf den Auslegern aufgemalt. „Bluebird K7“ war das siebte Boot, das bei Lloyds in der Unlimited-Serie registriert wurde.

## Die Rekorde
Donald Campbell stellte zwischen Juli 1955 und Dezember 1964 mit Bluebird K7 sieben absolute Geschwindigkeits-Weltrekorde für Wasserfahrzeuge auf.
Der erste Rekord wurde am 23. Juli 1955 auf dem Ullswater aufgestellt, wo er nach mehreren Versuchen und einer umfassenden Neugestaltung der Frontpartie des Bootes (das er von seinem Vater übernommen hatte) eine Geschwindigkeit von 324 km/h erreichte. In den folgenden Jahren steigerte sich Campbell mit K7 immer weiter, beginnend mit einer Marke von 348 km/h im Jahr 1955 auf dem Lake Mead in Nevada.
Es folgten vier weitere Rekorde auf Coniston Water, wo Campbell mit Bluebird in der zweiten Hälfte der fünfziger Jahre, auch dank eines maßgeblichen Sponsorings der Mobil Oil Company und (später von BP), vor allem in Großbritannien zu einem jährlichen Fixpunkt in den Berichten über die damals populären „Speed-Records“ wurde. Auch in den USA, Kanada, dem restlichen Europa und anschließend in Australien gab es eine ausgiebige Berichterstattung.
Um mehr Geschwindigkeit zu erreichen und dem Boot eine bessere Stabilität bei hohen Geschwindigkeiten zu geben, wurde K7 in dieser Zeit mehrfach modifiziert. 1958 wurden zum Beispiel eine kleine keilförmige Heckflosse mit einem Bremsschirm, modifizierte Auslegerverkleidungen, die die Aerodynamik erheblich verbesserten, und eine feste hydrodynamische Stabilisierungsflosse, die am Heck die Richtungsstabilität unterstützte, angebracht.
Campbell wandte sich dann dem Landgeschwindigkeitsrekord zu, mit dem Ziel, eine Geschwindigkeit von über 720 km/h zu erreichen. Er plante auch, im selben Jahr einen siebten Rekord auf dem Wasser aufzustellen und so als Erster im selben Jahr den Land- und den Wassergeschwindigkeitsrekord aufzustellen.
Nachdem Campbell am 17. Juli 1964 mit 648,73 km/h im Bluebird CN7 den bestehenden Landgeschwindigkeitsrekord auf dem Lake Eyre gebrochen hatte, stellte er am 31. Dezember 1964 auf dem Dumbleyung Lake in Westaustralien seinen siebten Wassergeschwindigkeitsrekord auf und erreichte 444,71 km/h (276,33 mph), wobei die zwei Rekordläufe nur wenigen Stunden vor dem Silvesterabend 1964 abgeschlossen wurden. Dieser „Doppelerfolg“ machte Campbell zu einem der weltweit erfolgreichsten Extrem-Motorsportler. Nach diesem Erfolg erklärte Campbell, dass K7 höchstwahrscheinlich in den Ruhestand gehen und in eine Museumsausstellung gegeben würde. Der Rumpf war zehn Jahre alt, das Triebwerk vierzehn, und die berechnete Konstruktions- und Einsatzgeschwindigkeit von 400 km/h war öfter um mehr als 48 km/h überschritten worden.
Von Campbell mit Bluebird K7 aufgestellten Rekorde, in tabellarischer Übersicht
| Datum              | Ort             | Meilen pro Stunde | km/h   |
| ------------------ | --------------- | ----------------- | ------ |
| 23. Juli 1955      | Ullswater       | 202,32            | 325,60 |
| 6. November 1955   | Lake Mead       | 216,20            | 347,94 |
| 19. September 1956 | Coniston Water  | 225,63            | 363,12 |
| 7. November 1957   | Coniston Water  | 239,07            | 384.75 |
| 10. November 1958  | Coniston Water  | 248,62            | 400,12 |
| 14. Mai 1959       | Coniston Water  | 260,35            | 418,99 |
| 31. Dezember 1964  | Lake Dumbleyung | 276,33            | 444,71 |

## Der Unfall

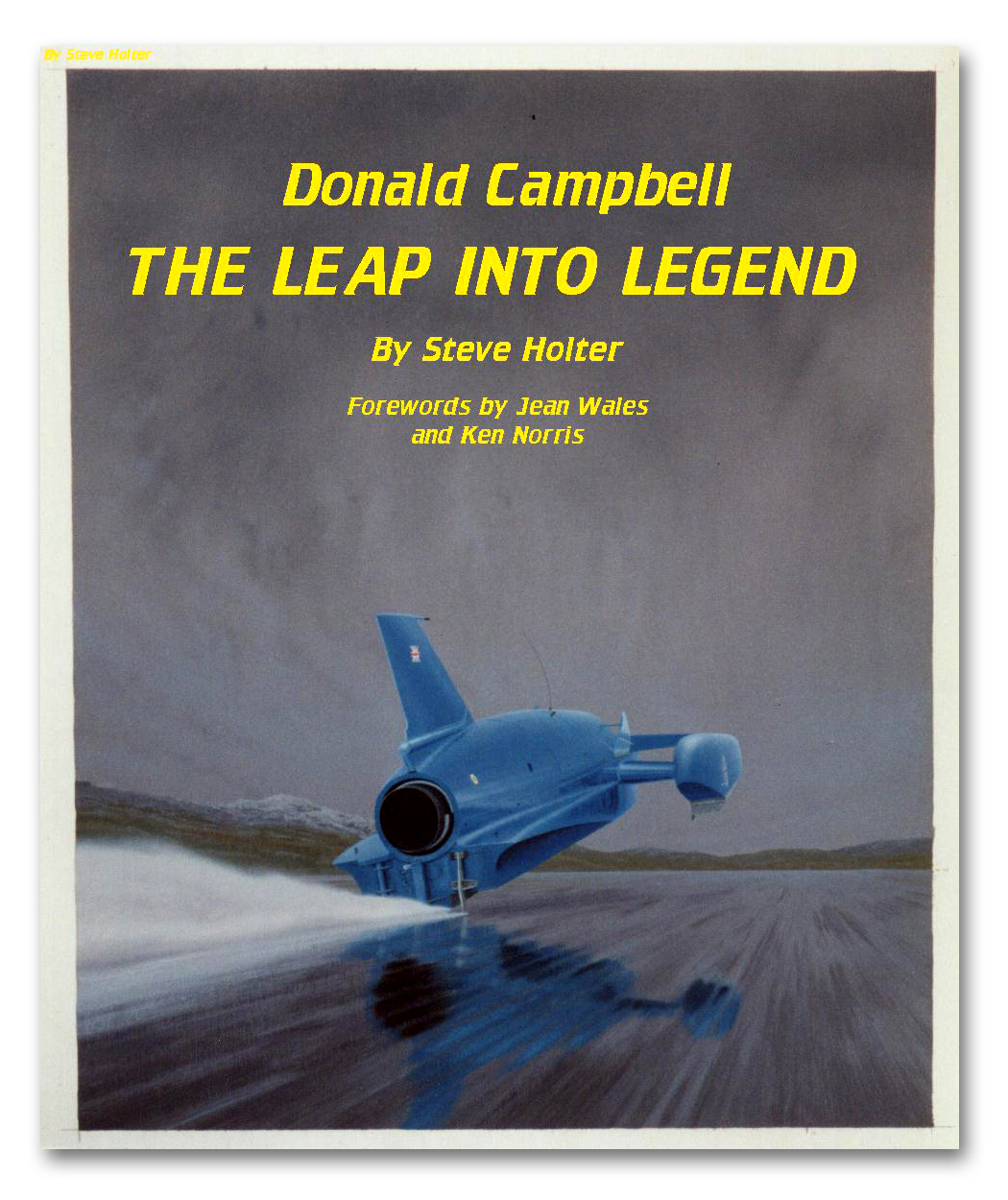
Künstlerische Illustration (für ein Buch Cover) des Moments als das Boot außer Kontrolle geriet

Das öffentliche Interesse für Donald Campbells Pläne ließ mit der Zeit nach. Kaum einer nahm Notiz davon, dass er mit einem raketengetriebenen Fahrzeug die Schallmauer durchbrechen wollte. Campbell hoffte diese Situation zu ändern, indem er mit seinem bewährten Rennboot den Geschwindigkeitsrekord zu Wasser auf 300 mph (482,7 km/h) hochschraubt und dadurch neues Medien-Interesse erzeugt.

### Die Vorbereitungen
Campbell startete im Juni 1966 einen weiteren Versuch die „300-Meilen-pro-Stunde-Barriere“ zu durchbrechen. Zu diesem Zweck wurde ein leistungsstärkeres Bristol-Siddeley-Orpheus-Strahltriebwerk mit einer Kraft von 20 kN (4.500 Pfund) eingebaut. Außerdem wurde eine hydraulische Wasserbremse installiert, um das Boot besser abbremsen zu können.
Im November 1966 fanden erste Testläufe auf dem Coniston Water statt, die nicht erfolgreich verliefen. Die Wetterbedingungen waren sehr schlecht und das Triebwerk von K7 wurde zerstört, als die Lufteinlässe unter den Anforderungen des stärkeren Motors zusammenbrachen und Schmutz in die Turbinenschaufeln gezogen wurde. Das Triebwerk wurde durch das Aggregat einer Folland Gnat ersetzt, die zu Beginn des Projekts gekauft worden war.
Bis Ende November wurden nach weiteren Änderungen der Gewichtsverteilung einige Hochgeschwindigkeitsläufe durchgeführt, die jedoch weit unter dem bestehenden Rekord lagen. Probleme mit dem Kraftstoffsystem führten dazu, dass der Motor keine maximale Leistung entwickeln konnte. Bis Mitte Dezember hatte Campbell eine Reihe von gemessenen Versuchen unternommen, aber die höchste erreichte Geschwindigkeit betrug „nur“ 264 mph (424,8 km/h) und lag damit unter dem bestehenden Rekord. Weitere Änderungen am Kraftstoffsystem von K7 (einschließlich des Einbaus einer stärkeren Pumpe) lösten schließlich das Problem des Treibstoffmangels. Ende Dezember erklärte Campbell die Arbeiten für abgeschlossen und wartete darauf, dass geeignete Wetterbedingungen eintraten.

### Der letzte Versuch
Am 4. Januar 1967 startete Campbell seinen Rekordversuch. Bluebird K7 hatte den ersten Lauf in Nord-Süd-Richtung mit einer durchschnittlichen Geschwindigkeit von 297,6 mph (478,9 km/h) absolviert, und Campbell benutzte die neue Wasserbremse, um K7 von seiner Höchstgeschwindigkeit von 311 mph (501 km/h) zu verlangsamen. Anstatt zu tanken und zu warten, bis sich die Wasserfläche wieder beruhigt hatte (wie vorher abgesprochen), entschloss er sich, den zweiten Lauf sofort durchzuführen.
Dieser Lauf war noch schneller. Als Bluebird die Startlinie für die zu messenden Distanzen (Kilometer und Meile) passierte, hatte er bereits eine Geschwindigkeit von über 320 mph (510 km/h). Das Boot lag jedoch nicht stabil auf dem Wasser, diese Situation verschlechterte sich mit zunehmender Geschwindigkeit, und die Vorderseite des Bootes begann auf der Steuerbordseite (rechts) aus dem Wasser zu steigen. Etwa 150 Meter vor dem Ende der gemessenen Meile hob K7 mit der gesamten Vorderseite ab und stand dann in einem 90-Grad-Winkel zur Wasseroberfläche. Bluebird K7 vollzog eine komplette Rückwärtsdrehung und stürzte mit der Nase voran in den See zurück; nach mehreren weiteren seitlichen Überschlägen auf dem Wasser kam das Boot zum Stillstand. Der Aufprall riss K7 vor den Lufteinlässen (wo Campbell saß) auseinander und der Hauptrumpf sank kurz danach.
Dieser letzte Lauf ist sowohl durch Filmaufnahmen, als auch durch eine Aufzeichnung des Funkverkehrs nahezu lückenlos dokumentiert:

„Pitching a bit down here … Probably from my own wash … Straightening up now on track … Rather closer to Peel Island … Tramping like mad … and er … Full power … Tramping like hell here … I can’t see much … and the water’s very bad indeed … I can’t get over the top/I’m galloping over the top … I’m getting a lot of bloody row in here … I can’t see anything … I’ve got the bows out … I’m going! … ugh"“

„Hier unten ein bisschen aufschlagen (stampfen) … Wahrscheinlich durch meine eigenen Wellen … Jetzt auf dem richtigen Weg ausrichten … Eher näher an Peel Island … „Trampeln“ (Vibrationen) wie verrückt … und ähm … Volle Kraft … „Trampeln“ (Vibrationen) wie die Hölle (höllische Vibrationen hier) … Ich kann nicht viel sehen … und das Wasser ist in der Tat sehr schlecht … Ich kann nicht darüber hinwegkommen / Ich galoppiere (springe) über die (Wellen)-Spitzen* … Ich bekomme hier gerade echten Stress (umgangssprachlich) … Ich kann nichts sehen … Ich verabschiede mich / das war’s (umgangssprachlich) … Ich gehe! … ugh;“

Anmerkung: * Campbell meint hier wahrscheinlich, dass er nicht in den optimalen Fahrmodus eines Hydroplane gelangen konnte.

### Versuche einer Analyse
Es gibt unterschiedliche Theorien über die Ursache des Unfalls. Nicht auf das Auftanken zu warten bedeutete, dass das Boot leichter war. Die aufgewühlte Wasseroberfläche des ersten Laufs könnte durch die erstmalige Verwendung der Wasserbremse noch problematischer geworden sein. Die dabei entstandenen Wellen hatten jedoch keine Zeit, in die Mitte der „Fahrrinne“ zurückzuströmen, und Campbell hatte die Wasserbremse erst im Süden (am Ende) benutzt. Die Standbilder, die vom letzten Teil des letzten Laufs aufgenommen wurden, zeigen deutlich, dass die Wasserbremse nicht betätigt war und dass das Strahltriebwerk nicht mehr unter Schub stand, als K7 in die Luft stieg. Der Abgasstrahl hätte das Wasser merklich gestört. Der Motor war daher „ausgeflammt“. Es ist unmöglich sicher zu sagen weshalb; Kraftstoffmangel, Beschädigung eines Strukturelements während des Aufprallens, Störung des Luftstroms in die Einlässe während des „Stampfens“ (Bewegungen des Schiffs um die Querachse) oder eine Kombination mehrerer Ursachen sind möglich. Die wahrscheinlichste Ursache ist, dass Bluebird seine aerodynamische statische Stabilitätsgrenze überschritt, wobei der Motorschub verloren ging, die Verkleidung des Backbordholms beschädigt wurde und die damals noch im Versuchsstadium befindliche (und wohl nicht richtig umgesetzte) Technik des Bodeneffekts zur Instabilität beitrug.
Eine weitere Analyse des Filmmaterials deutet darauf hin, dass Bluebird während der Testläufe möglicherweise eine Ente getroffen hatte, was die aerodynamische Form des Bootes beeinflusst und die Kontrolle bei extremen Geschwindigkeiten erschwert haben könnte.

## Die Bergung

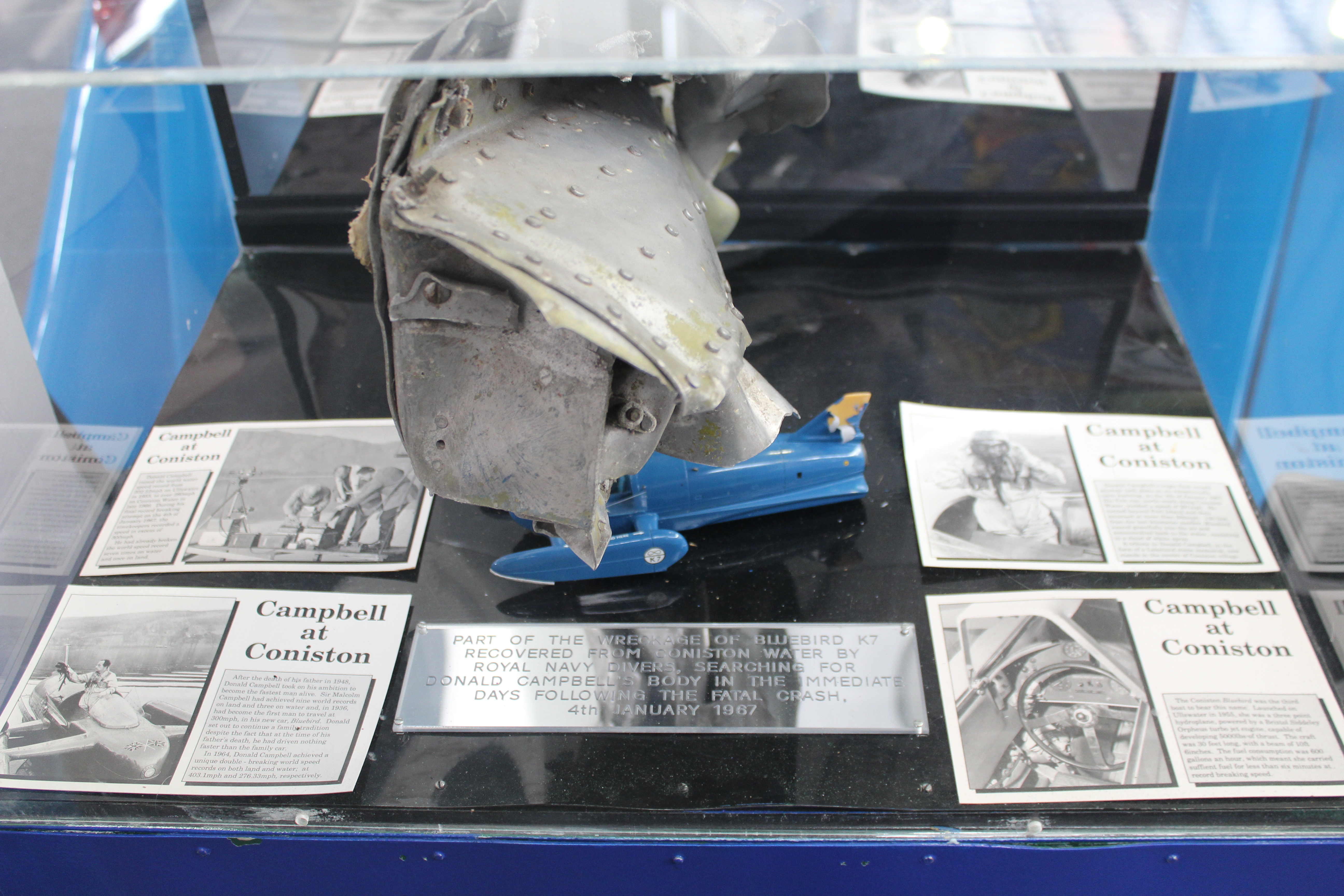
Ein kleineres, 1967 gefundenes, Wrackteil von K7

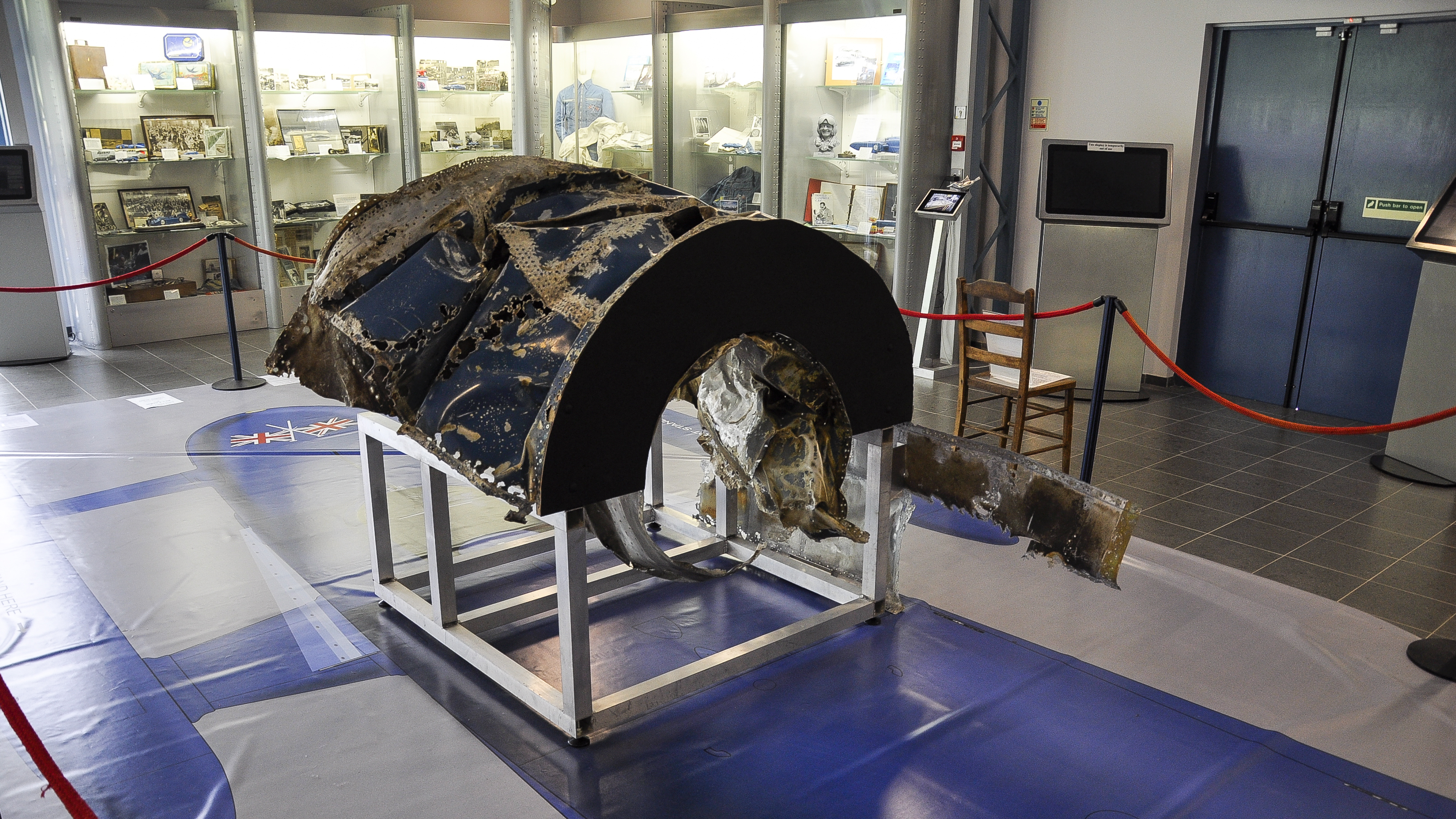
Weitere Trümmerteile, die dem auf dem Boden liegenden Bauplan zugeordnet werden konnten

Das Wrack von Bluebird K7 wurde am 5. Januar 1967 von einem 10-köpfigen Tauchteam der Royal Navy auf dem Grund des Coniston Water entdeckt und einige kleinere Wrackteile wurden geborgen. Darauf wurde versucht, den Körper von Campbell zu bergen.
Beim vierten Tauchgang wurde der Hauptrumpf von K7 in 43 Meter Tiefe entdeckt. Dabei wurden mehrere Trümmerteile wie das beschädigte Lenkrad und der zerstörte Kiel von Bluebird gefunden. Die Leiche von Donald Campbell konnte jedoch nicht lokalisiert werden, woraufhin die Suche am 16. Januar (auch auf Wunsch der Familie und seines Teams) abgebrochen wurde. Das Wrack lag dann für weitere 34 Jahre auf dem Seeboden.
Eine von Bill Smith, dem Leiter des umstrittenen Bluebird Project-Teams, geführte Tauchgruppe barg aus dem Wrack im Oktober 2000 zuerst kleinere Teile. Das größte Fundstück, das ungefähr zwei Drittel des Hauptrumpfs ausmachte, wurde am 8. März 2001 gehoben. Am 28. Mai 2001 wurde dann Campbells Leiche geborgen. Campbells Schwester Jean Wales war aus Respekt vor seinem erklärten Wunsch, dass im Falle eines Misserfolgs „Skipper und Boot zusammenbleiben“, gegen die Bergung des Bootes und des Körpers ihres Bruders gewesen.

## Die Restaurierung
Im Dezember 2006 schenkte Campbells Tochter das geborgene Wrack von Bluebird K7 im Auftrag des „Campbell Family Heritage Trust“ offiziell dem Ruskin Museum in Coniston. In Absprache mit dem Family Trust und dem Museum wurde Bill Smith mit der Organisation der Restaurierung des Bootes betraut.
Das Boot soll in dem Zustand wie bei seinem letzten Rekordversuch um den 4. Januar 1967 aufgebaut werden.
2008 begann die vollständige Restaurierung von K7 durch „The Bluebird Project“ in North Shields, Tyne und Wear. Dabei wurden ein erheblicher Teil der geborgenen Originalteile verwendet. Als Triebwerk wurde ein Ersatz-BS-Orpheus-Aggregat des gleichen Typs eingebaut, das aber viele Originalkomponenten enthält.
Ab Mai 2009 wurde eine erste Reihe von Testversuchen mit Bluebird auf Coniston Water durchgeführt, bei denen das Boot nur zu Demonstrationszwecken mit einer sicheren Geschwindigkeit getestet wurde. Es gibt keinen festen Termin für den Abschluss der Restaurierung von Bluebird K7 oder der Versuche. Wenn das Hydroplane nicht im Einsatz ist, wird K7 in einem eigens dafür errichteten Flügel im Ruskin Museum in Coniston untergebracht und weiterhin in der Obhut des Bluebird-Projekts bleiben.
Am 20. März 2018 wurde die Restaurierung in der BBC „The One Show“ vorgestellt und angekündigt, dass Bluebird K7 zur Durchführung von weiteren Versuchen auf das Wasser zurückkehren werde.
Im August 2018 wurde die erste Stufe der Restaurierungsarbeiten an Bluebird als abgeschlossen erklärt. Das Boot wurde zum Loch Fad auf der Isle of Bute in Schottland transportiert, wo es am 4. August 2018 einsatzbereit gemacht wurde. Nach ersten Triebwerk Warm-Ups am 5. August absolvierte Bluebird K7 eine Reihe von Testläufen auf dem See und erreichte Geschwindigkeiten von circa 150 mph (240 km/h). Aus Sicherheitsgründen ist nicht geplant, höhere Geschwindigkeiten zu erreichen.

## Galerie

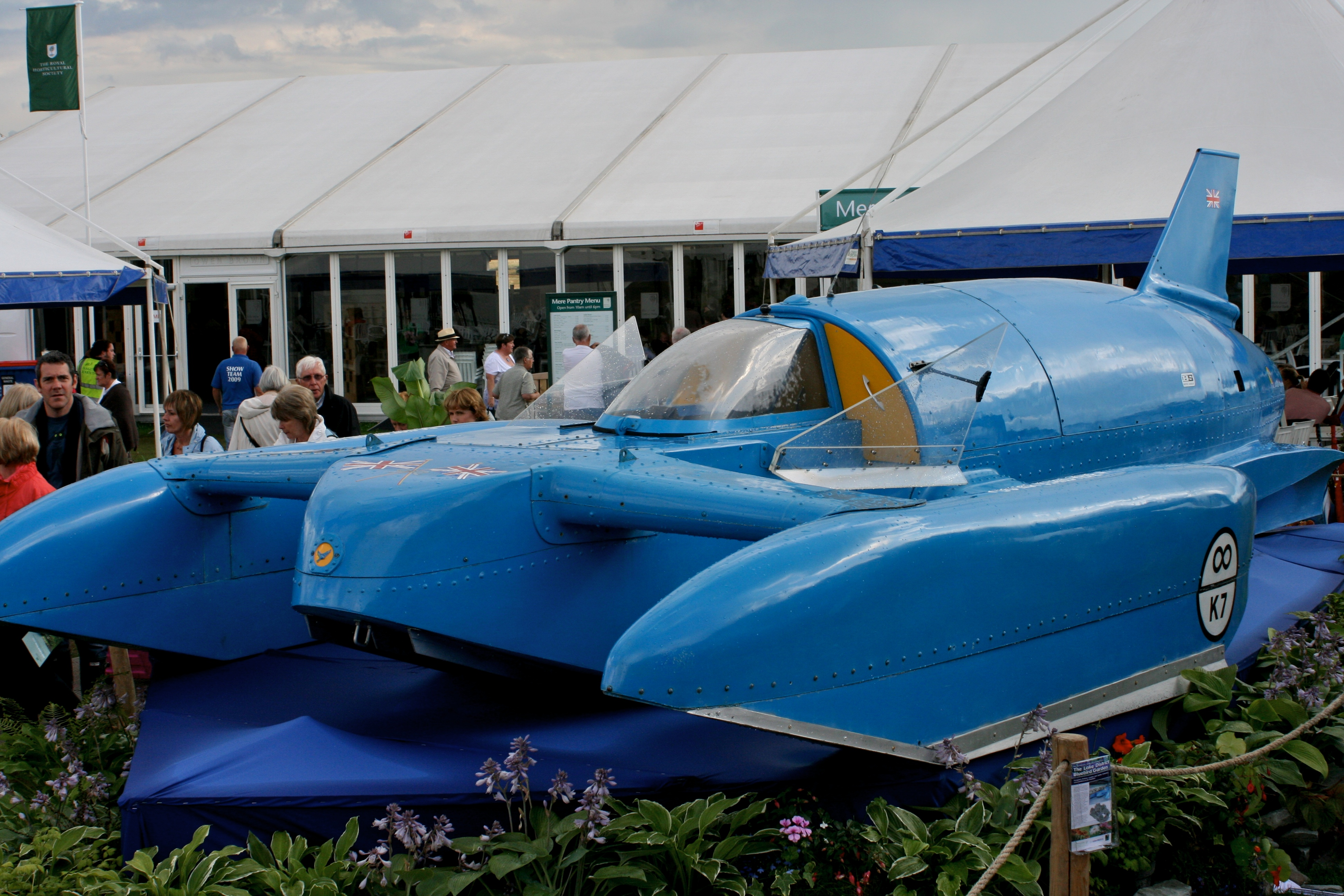
Nachbau von Campbell's K7 auf einer Ausstellung 2009
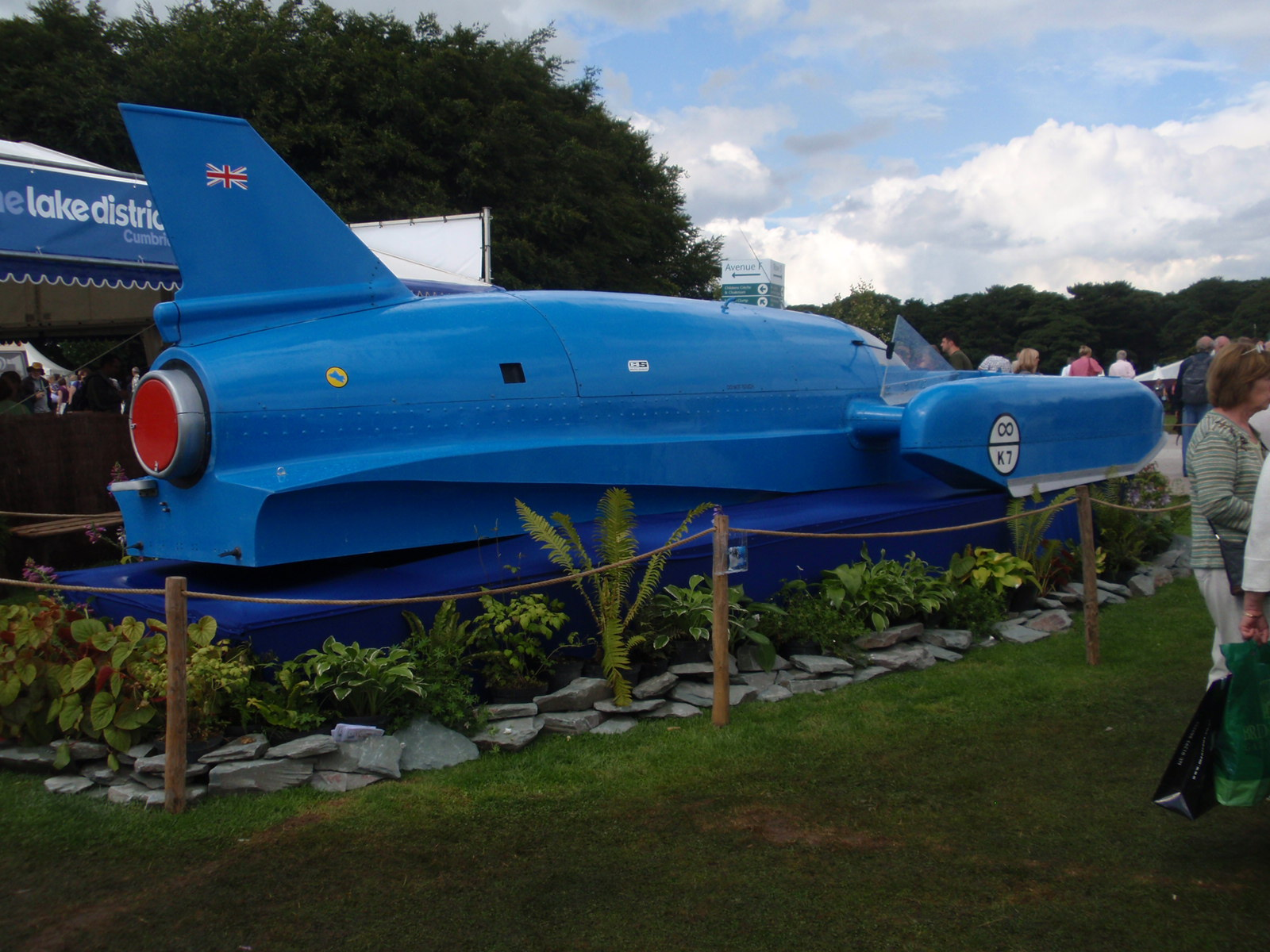
Rückansicht des Nachbaus
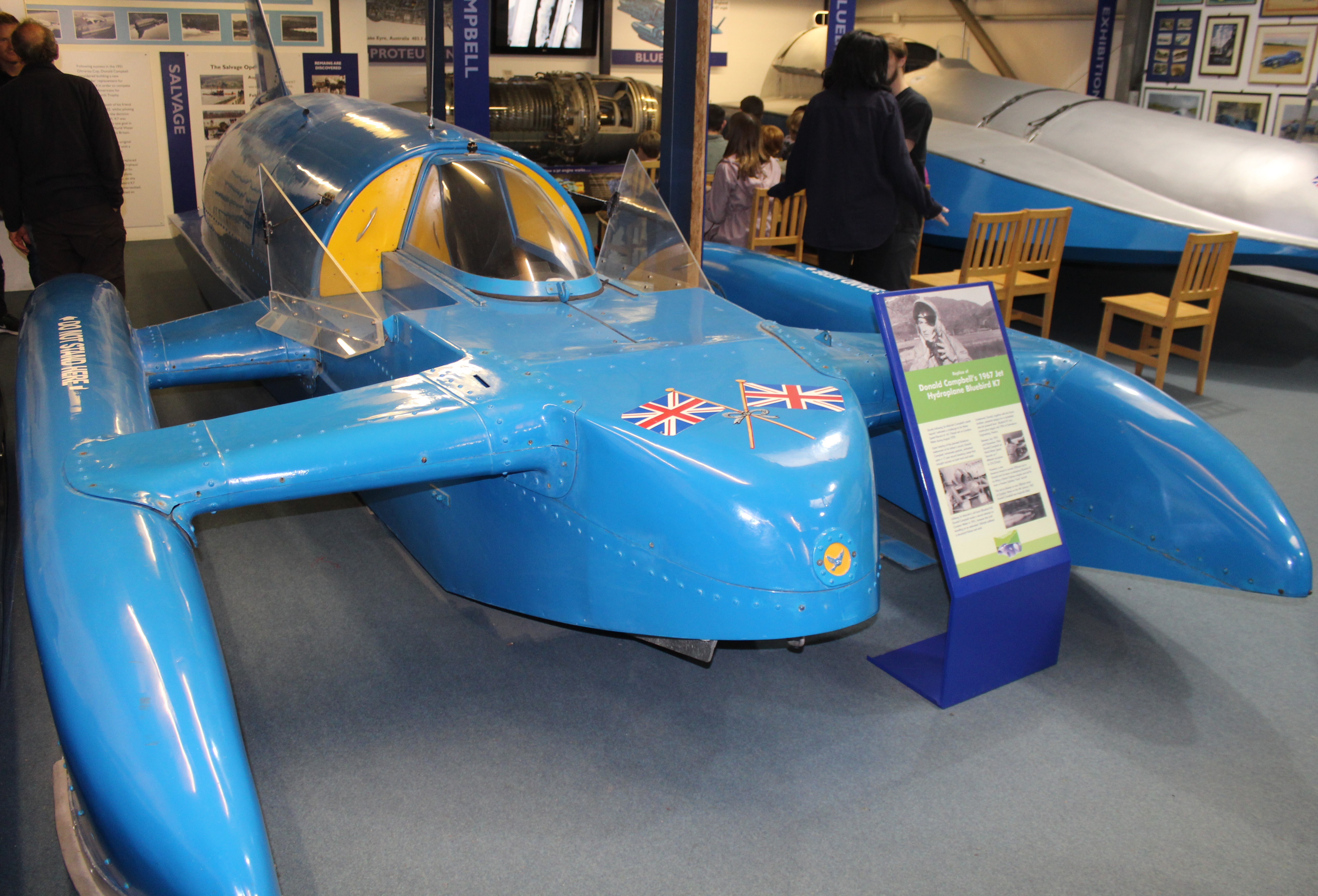
Direkt an den (gelb verschlossenen Einlässen) wurde das Boot beim Aufprall zerrissen (Nachbau im Lakeland Motor Museum)
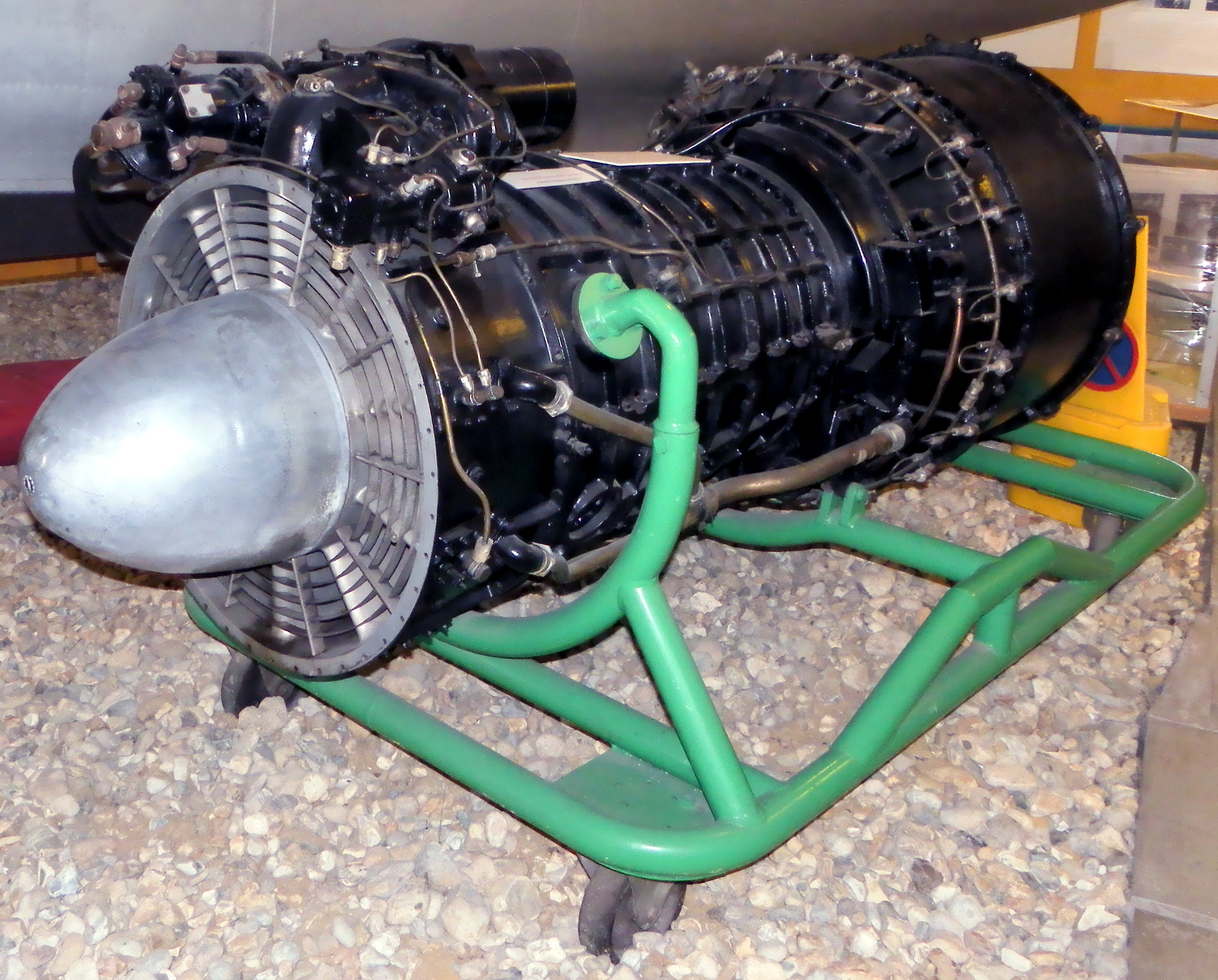
Ein Metropolitan-Vickers Beryl Triebwerk, wie es anfangs in Bluebird K7 verwendet wurde
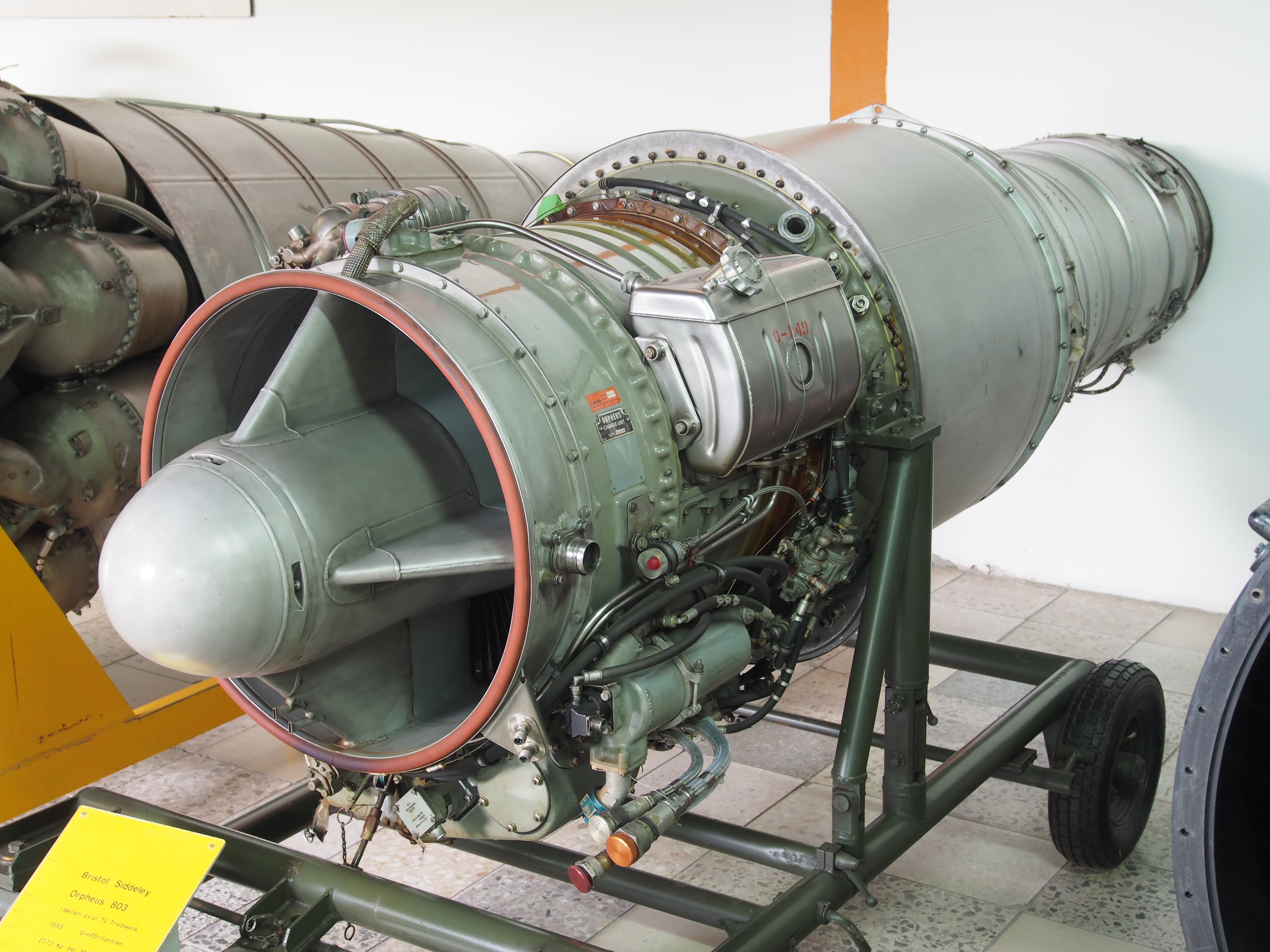
Bristol Siddeley Orpheus-Triebwerk, wie es in der letzten Version eingesetzt war

## Sonstiges
Die Geschichte von Bluebird K7 und Donald Campbell wurde 1988 in dem englischen Fernsehfilm Across the Lake mit dem britischen Schauspieler Anthony Hopkins verfilmt.